# مركز القطب الجنوبي الدولي
مركز القطب الجنوبي الدولي مركز دولي للقطب الجنوبي يقع في ضاحية هاروود في مدينة كرايستشيرش النيوزيلندية بالقرب من مطار كرايستشيرش الدولي. يعد من أهم مناطق الجذب السياحي الرئيسية في المدينة.

## وصف
يعد مركز القطب الجنوبي الدولي موطنًا لبرامج نيوزيلندا والولايات المتحدة وإيطاليا في القارة القطبية الجنوبية، ويضم مكاتب إدارية ومستودعات ومتاجر ملابس أمريكية/نيويلندية، ومكاتب بريد، ووكالة سفر، ومحطة ركاب للقارة القطبية الجنوبية ومركز للزوار.

## جوائز
في 24 سبتمبر 2009، حصل المركز في حفل عشاء جوائز كانتربيري المرموق على جائزة الفائز الأكبر في فئة المضيف المتوسطة والكبيرة. فاز المركز ببطولة مضيفة وشارك في فئة النهائيات مع "Whale Watch Kaikoura" و«متحف كانتربيري».